# La Pedra Blanca
La Pedra Blanca és una serra situada als municipis de la Pera a la comarca del Baix Empordà i de Sant Martí Vell a la comarca del Gironès, amb una elevació màxima de 167 metres.